# Sihujur
Sihujur is een bestuurslaag in het regentschap Tapanuli Utara van de provincie Noord-Sumatra, Indonesië. Sihujur telt 442 inwoners (volkstelling 2010).